# Graptophyllum sessilifolium
Graptophyllum sessilifolium là một loài thực vật có hoa trong họ Ô rô. Loài này được A.C.Sm. mô tả khoa học đầu tiên năm 1952.